# Bartolomeo Campagnoli
Bartolomeo Campagnoli (Cento di Ferrara, Emilia-Romaña, 10 de septiembre de 1751 - Neustrelitz, Mecklemburgo-Pomerania Occidental, 6 de noviembre de 1827) fue un violinista y compositor italiano. 

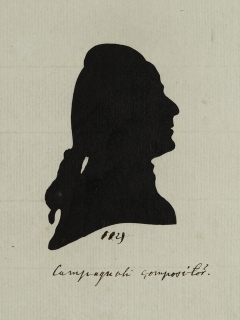
Silueta atribuida a Campagnoli, colección de la Junta Nacional de Antigüedades finesa (Museovirasto)

## Biografía

### Primeros años
Bartolomeo Campagnoli aprendió los rudimentos del arte del violín en Bolonia, bajo la enseñanza de Alberto Dall'Occa, alumno de Antonio Lolli. Su disposición natural y rápido progreso exigieron pronto la guía de un maestro más capaz.
En 1763, por voluntad de su padre, comerciante adinerado, marchó a Módena, donde tuvo por maestro a Paolo Guastarobba, antiguo discípulo de la escuela del importante violinista Giuseppe Tartini. En Módena comenzó también sus estudios de composición.
Prosiguió su educación en Venecia y luego Padua. En 1766 volvió a su ciudad natal, donde había obtenido un puesto en la orquesta del teatro, donde tocó durante los dos años siguientes. En 1768, tras conocer al violinista Lamotta, le acompaña en su primera gira por Venecia, y Padua, donde residía ahora Tartini, junto al que permaneció unos pocos meses.

### Carrera
En 1770, sin contar aún veinte años de edad, realiza su primer viaje a Roma, donde despierta mucho interés según las crónicas del momento.
De allí viajó a Faenza, donde el maestro de capilla Paolo Tommaso Alberghi, notable virtuoso del violín, lo acogió por seis meses, perfeccionando su método. Finalmente, Campagnoli se dirige a Florencia, deseando escuchar a uno de los más grandes violinistas de su época, Pietro Nardini. De Nardini, que también había estudiado en Padua con Tartini, Leopold Mozart escribió que "la belleza, pureza e igualdad de su sonido, y el buen gusto de su tono cantabile, no pueden ser sobrepasados; pero no ejecuta grandes dificultades". Nardini, en efecto, concedía poco o nada al virtuosismo, pero su extraordinaria expresividad empujó a Campagnoli a buscar su enseñanza.
Durante un largo período, cerca de cinco años, siguió como alumno de Nardini. Esta relación sería un hecho decisivo en la formación de la personalidad artística e interpretativa de Bartolomeo. Mientras estudiaba en Florencia, tocó como líder de los segundos violines en la orquesta del Teatro della Pergola. Durante esta etapa de maduración, trabó amistad asimismo con Luigi Cherubini. En 1775 volvería a Roma, donde obtuvo un puesto similar de segundo violín en la orquesta del teatro Argentina, prosiguiendo con gran éxito de público. A finales de este mismo año, el Príncipe Obispo de Frisinga le invitó a Baviera, nombrándole primer violín y confiándole la dirección de los instrumentos de viento metal como Konzertmeister en la corte. Campagnoli tomó servicio a su llegada en 1776.
Desde allí comenzaría sus viajes por el centro y este de Europa, empezando dos años más tarde, al dirigirse de gira a Polonia acompañado entre otros de Franz Reinert, célebre fagotista en su época. En Varsovia realizó un alto de tres meses, siguiendo inmediatamente hacia Dresde, donde fue recibido en 1780 por Carlos de Sajonia, entonces duque de Curlandia, y quien hubo de encargarle la dirección de la música de su corte en aquella ciudad. En 1783 prosigue a Suecia, siendo acogido con honores en Estocolmo, donde fue nombrado miembro de la Real Academia Sueca de Música, como se puede leer en el encabezado de algunas de sus obras compuestas durante estos años.
En poco tiempo, sin embargo, regresaría a Dresde, con paradas en Copenhague, Hamburgo y Potsdam, ciudades en las que probablemente llevara a cabo una serie de conciertos, aunque no existe documentación definitiva.
En su primera gira de vuelta a Italia, iniciada en 1784, pararía como concertista en numerosas ciudades, dando prueba de su madurez expresiva en Leipzig, Weimar, Bayreuth, Ratisbona, Mónaco, Salzburgo, Innsbruck, Verona y Mantua, obteniendo un notable éxito y gran estima por su talento. En 1786 pasa algunos meses en Praga, volviendo a Dresde para concluir. Salvo un segundo viaje a Italia, efectuado en 1788, Campagnoli no abandonó Dresde hasta la muerte del duque de Curlandia en 1796, cuando fue nombrado director de conciertos y primer violín en la Orquesta de la Gewandhaus de Leipzig, cargo que mantuvo desde 1797 a 1818.

### Últimos años
Es durante su estancia en Leipzig que el violinista y compositor Louis Spohr escuchó a Campagnoli interpretar un concierto de Kreutzer. Spohr dejó escrito en su diario que "su método [el de B.C.], ciertamente, es de la vieja escuela; pero su técnica es pura y bien realizada".
Sobre sus conciertos por Alemania, Campagnoli escribió en una carta a un amigo haber recibido muestras de admiración de un colega: “nadie puede tocar mejor que yo [dicen], y piensan: «aquí hay un artista en el violín con conocimiento alemán y un alma italiana».” Es precisamente esta síntesis de estilos la que le valió el favor del público durante toda su vida, con otras críticas de sus contemporáneos, como Ernst Ludwig Gerber, alabando su interpretación de adagios y facilidad para las dobles cuerdas.
Hacia finales de 1801 se reencontró con su amigo Cherubini en una visita a París, donde acudió para escuchar a Rodolphe Kreutzer, violinista célebre hoy en día por su método, pero al que Campagnoli admiraba profundamente como intérprete y compositor.
También en Leipzig ingresaría el 6 de diciembre de 1808 en la logia masónica de Minerva bajo las tres palmeras, extendiendo a un ambiente intelectual su creciente interés por la creación de obras educativas.
Su segunda salida de Leipzig sucedió en 1816, al acompañar a sus hijas, Albertina y Gianetta, a visitar Italia, donde permanecieron por un año. La voluntad de dedicarse a la carrera artística de sus hijas, cantantes ambas, le llevó a dimitir de su cargo en Leipzig en 1818, momento desde el que ya no encontramos prueba definitiva de que ejerciera de intérprete.
Tras dos años en Fráncfort, y después Hannover, la familia se traslada el año 1826 a Neustrelitz, donde Gianetta había sido contratada como primera cantante, y donde es improbable que él mismo hubiera ocupado ya algún cargo.  Campagnoli murió en esta misma ciudad el 6 de noviembre de 1827. Su tumba en el antiguo cementerio de Neustrelitz, adornada con una lira de cuatro cuerdas y una hoja de laurel dorada, fue destruida después de 1945.

## Listado de obras
De las siguientes composiciones conocidas de Campagnoli se desconoce la fecha de publicación original (previa al siglo XX), salvo que se indique lo contrario. 
- Seis dúos para la flauta y el violín, op.1, Berlín
- Seis sonatas para violín y bajo, op.2, Berlín
- Dos duetos para flauta y violín, Venecia
- Concierto para la flauta travesera, acompañada de diversos instrumentos, op.3, Berlín
- Tres dúos para flauta y violín, op.4, ibid.
- Seis dúos para violín y violonchelo, o viola, op.6, Leipzig
- Tres temas de aires conocidos[de W. A. Mozart] variados para dos violines, colección, op.7, ibid.
- Tres temas de aires extranjeros variados para dos violines, segunda colección, op.8, ibid.
- Tres dúos concertantes para dos violines, op.9, ibid.
- Seis fugas para el violín solo, op.10, ibid
- 30 preludios para el violín solo en todas las diferentes tonalidades, mayores y menores, sirviendo de estudio para perfeccionar la afinación, op.12, ibid.
- Seis polonesas para el violín solo con acompañamiento de un segundo violín ad libitum, op.13, ibid.
- Seis duos para dos violines, fáciles y progresivos, compuestos para el uso de jóvenes aficionados, op.14, ibid.
- Concierto para el violín con acompañamiento de gran orquesta, op.15, ibid.
- La ilusión de la viola de amor. Sonatas nocturnas para violín con acompañamiento de viola, op.16, ibid.
- El arte de inventar de improviso fantasías y cadencias para el violín, formando una colección de 246 piezas divertidas y útiles en todos los tonos mayores y menores, op.17, ibid.
- Siete divertimentos para el violín compuestos para el ejercicio de las siete principales posiciones, op.18, ibid.
- Tres dúos para dos violines, op.19, ibid.
- Colección de 101 piezas fáciles y progresivas para el violín, o Pequeñas lecciones para acelererar el progreso de los jóvenes artistas, op.20, libros 1 e 2, ded. «Al sig. Carlo Lampe», ibid.
- «Metodo per violino diviso in 5 parti e distribuito in 132 lezioni progressive per due violini e 118 studi per violino solo», op.21, Milán 1791, publicado y reimpreso en varias lenguas europeas.
- 41 caprichos para la viola alto, op.22, ibid.[15]

Campagnoli fue uno de los últimos artistas eminentes de la gran escuela italiana de violín del siglo XVIII, aunque su preocupación por la enseñanza está clara en sus numerosas composiciones para violín, fáciles y progresivas, dúos para la flauta y piano, dúos concertantes, fugas y preludios, su famosa colección de siete caprichos para cada una de las siete posiciones, o el libro "Arte de improvisar fantasías y cadencias".

## ElNouvelle Méthodeen la didáctica del violín

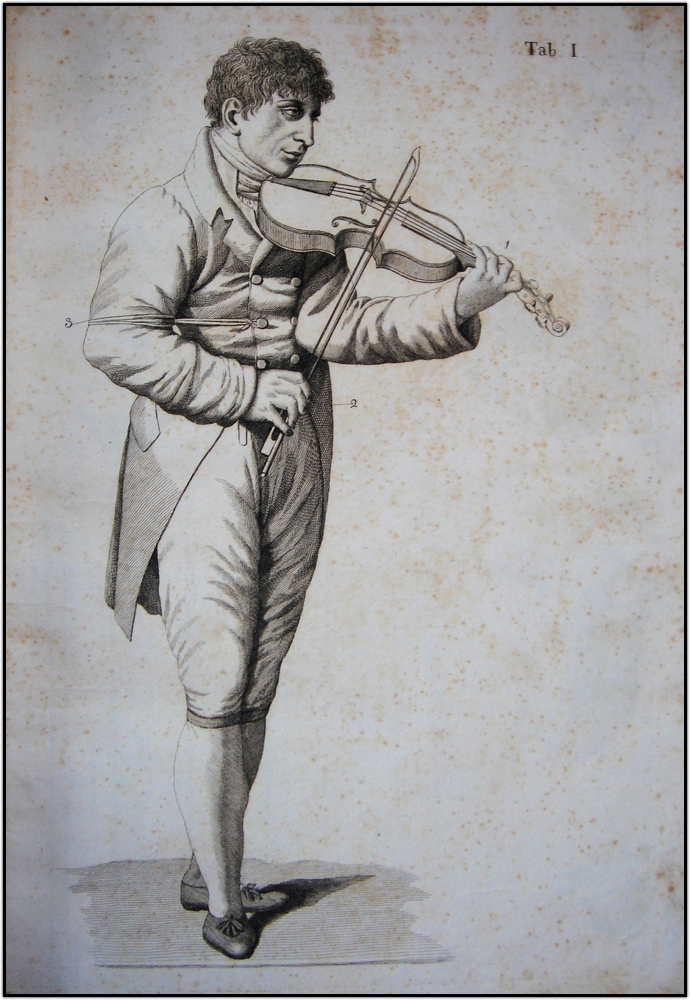
Ilustración orientativa en el Método para violín de Campagnoli.

La fama de Campagnioli no se limita sólo a su calidad como intérprete ni a su facultad como compositor, por otra parte poco significativa. La capacidad didáctica adquirida durante su estudio del arte del violín se encuentra recogida en su Metodo per violino, editado en Milán en 1797. Es en este sentido que su personalidad da más que recordar. El título y edición italianas (mantenidas en este artículo deliberadamente en el idioma original) dan testimonio de la voluntad de Campagnoli por formar parte de la tradición de la escuela italiana recibida a través de su maestro Tartini.
La importancia de esta obra, conocida en Europa como Nouvelle Méthode de La Mécanique Progressive du Jeu de Violon, a partir de su publicación en 1824 por Breitkopf & Härtel, puede entenderse también como una demostración del estilo transicional entre las eras barroca y clásica. El método es un texto fundamental para la escuela violinística del siglo XIX, y gracias a la claridad expositiva y la gradualidad y calidad musical de sus ejercicios, gozó siempre de una gran popularidad.
Se trata tal vez, junto al de Galeazzi, del método más importante para comprender este período transicional en la técnica del arco de violín, supeditada a los cambios físicos que se estaban produciendo en el diseño de dicha herramienta.
El Método funciona como un tratado, ofreciendo un estilo y planteamiento comprensibles e incluyendo un equilibrio entre texto, ejemplos musicales y composiciones completamente nuevas, representando viejos y modernos trazos estilísticos.
Como los escritores de tratados anteriores, Campagnoli cita la importancia de la messa di voce, o proporciona una descripción del golpe de arco del pichettato, saltando fuera de la cuerda: "se hace saltar el arco sobre las cuerdas con la mayor ligereza" Sin embargo, también hace referencias obvias a los golpes acentuados, una innovación asociada con modelos Tourte y transicionales de arco de violín. Campagnoli se refiere al acento como "un gesto necesario para la expresión musical" y describe un golpe idéntico al martelé (sin nombrarlo): "en arcadas sueltas, tocar en la punta atacando la cuerda con viveza". La similitud de esta descripción con la definición del martelé en el siglo XIX es tan clara que la primera traducción al inglés, en 1856, añade el título "Martelé" al principio del párrafo original de Campagnoli.
La importancia de este golpe como mecanismo pedagógico de entonación y control de arco se mantiene hasta nuestros días, pero es especialmente notable en los tratados de Pierre Baillot, Pierre Rode y especialmente Rodolphe Kreutzer, cuyos 42 estudios o caprichos para violín habían sido escritos un año antes del método de Campagnoli, en 1796 (aunque no aparecerían publicados todos juntos hasta 1807, convirtiéndolos en una obra seminal para la pedagogía del violín del nuevo siglo).
Estos estudios, de manera similar al Nouvelle Méthode, fueron escritos para demostrar las posibilidades del arco de Tourte, hoy universalmente aceptado pero innovador en la época. A la obra de Baillot, Rode y Kreutzer, capital en el desarrollo de la escuela francesa del violín a lo largo del cambio de siglo, puede sumarse la importancia de Campagnoli a la hora de conectar la técnica barroca italiana de Tartini con la francesa, sirviendo de transición.
Al examinar el tratado de Campagnoli se observan varias innovaciones decisivas para la técnica moderna de la cuerda frotada, entre ellas el objetivo de que el alumno desarrolle una fluidez en contraer y extender la mano derecha, o la introducción del apoyo tras la primera falange del dedo índice en el agarre del arco.
La iconografía encontrada al principio del Nouvelle Méthode muestra una clara representación de este arco transicional, de cabeza en forma de "hacha", lo que sugiere que fue este su modelo preferido. La figura de Campagnoli adquiere así la importancia de promover el uso de una técnica transicional del violín, apoyada por los desarrollos organológicos y de construcción. El arco en Campagnoli exhibe la ligereza y delicadeza de los arcos antiguos (incluyendo su capacidad para "saltar" de la cuerda) con la fuerza y potencia del modelo de Tourte, que ha continuado como estándar desde el primer tercio del siglo XIX.

## Discografía
En 2022 el violista italiano Marco Misciagna grabó el estreno mundial de los 41 Caprichos op.22 de Campagnoli en la versión de Karl Albert Tottman.
El Álbum ganó dos Medallas de Oro en los Global Music Awards (La Jolla, California).